# Arijan Brković
Arijan Brković (Vukovar, 3 febbraio 2001) è un calciatore croato, centrocampista del Koprivnica.

## Carriera

### Club
Cresciuto nel settore giovanile dello Slaven Belupo, debutta in prima squadra il 10 maggio 2018 in occasione dell'incontro di 1. HNL perso 2-0 contro il Rudeš.
Il 4 gennaio 2021 viene ceduto in prestito per sei mesi al Dugopolje, in seconda divisione.
Nel 2022 si trasferisce al Posušje, club della prima divisione bosniaca.

### Nazionale
Ha giocato nelle nazionali giovanili croate Under-18 ed Under-19.

## Statistiche

### Presenze e reti nei club
Statistiche aggiornate al 1º novembre 2021.
| Stagione        | Squadra         | Campionato      | Campionato | Campionato | Coppe nazionali | Coppe nazionali | Coppe nazionali | Coppe continentali | Coppe continentali | Coppe continentali | Altre coppe | Altre coppe | Altre coppe | Totale | Totale |
| Stagione        | Squadra         | Comp            | Pres       | Reti       | Comp            | Pres            | Reti            | Comp               | Pres               | Reti               | Comp        | Pres        | Reti        | Pres   | Reti   |
| --------------- | --------------- | --------------- | ---------- | ---------- | --------------- | --------------- | --------------- | ------------------ | ------------------ | ------------------ | ----------- | ----------- | ----------- | ------ | ------ |
| 2017-2018       | Slaven Belupo   | 1.HNL           | 1          | 0          | CC              | 0               | 0               |                    | -                  | -                  |             | -           | -           | 1      | 0      |
| 2019-2020       | Slaven Belupo   | 1.HNL           | 16         | 0          | CC              | 1               | 0               |                    | -                  | -                  |             | -           | -           | 17     | 0      |
| 2020-gen. 2021  | Slaven Belupo   | 1.HNL           | 4          | 0          | CC              | 1               | 0               |                    | -                  | -                  |             | -           | -           | 5      | 0      |
| gen.-giu. 2021  | Dugopolje       | 2.HNL           | 12         | 1          | CC              | 0               | 0               |                    | -                  | -                  |             | -           | -           | 12     | 1      |
| 2021-2022       | Slaven Belupo   | 1.HNL           | 13         | 0          | CC              | 2               | 0               |                    | -                  | -                  |             | -           | -           | 15     | 0      |
| Totale carriera | Totale carriera | Totale carriera | 46         | 1          |                 | 4               | 0               |                    | -                  | -                  |             | -           | -           | 50     | 1      |